# Gathering Speed
Gathering Speed è il quarto album in studio del gruppo rock inglese Big Big Train, pubblicato nel 2004.

## Tracce
1. High Tide, Last Stand (Spawton, Poole, Hughes, Filkins) – 7:06
2. Fighter Command (Spawton, Poole, Hughes, Filkins) – 10:44
3. The Road Much Further On (Spawton, Poole, Filkins) – 8:39
4. Sky Flying on Fire (Spawton, Poole, Hughes, Filkins) – 6:04
5. Pell Mell (Spawton, Poole, Hughes, Filkins) – 6:36
6. Powder Monkey (Spawton, Poole, Filkins) – 9:08
7. Gathering Speed (Spawton, Poole, Filkins) – 7:23

## Formazione
- Gregory Spawton - chitarre, voce, tastiere
- Andy Poole - basso
- Ian Cooper - tastiere
- Steve Hughes - batteria, percussioni
- Sean Filkins - voce, armonica, percussioni
- Laura Murch - voce